# 北京联合大学
北京联合大学，简称北京联大，为市属普通高等院校。校本部位於北京市朝阳区北四環路的小營，众多的学院则散布在北京的海淀区、丰台区、昌平区、平谷区、西城区、及河北省廊坊市东方大学城，共有12個校區。北京联大以发展性教育為主，設有17所学院，包括应用文理学院、师范学院、商务学院、生物化学工程学院、旅游学院、继续教育学院、信息学院、机电学院、自动化学院、管理学院、特殊教育学院、广告学院、国际语言文化学院、东方信息技术学院、网通软件职业技术学院、平谷学院、国际交流学院等。除了普通高等教育外，北京联大亦发展高等职业教育、成人高等教育、自学考试助学班以及职业教育师资培训等。自2007年起，专门史、计算机应用技术和食品科学3个学科開始開辦硕士研究生班。北京联大較著名的专家学者包括计算机专家谭浩强，经济法、税法和银行法专家刘隆亨，食品科學专家金宗濂，台湾问题专家徐博东等。

## 历史

### 北京大学第一分校、清华大学一分校、清华大学二分校等北京市多所部属或市属高校分校（1978年-1985年）
1978年，中共中央及国务院实行改革开放后，北京广大青年求学需求日益强烈。为了满足广大青年求学的强烈要求，北京市委、市人民政府决定，挖掘地方财力、物力，自筹资金，充分利用和发挥北京地区高等院校、科研部门的潜力，建立大学分校、扩大招生规模。在此背景下，多所在京大学也响应号召，选拔多名骨干参与各分校的建设。多所在京高校的分校的建立，一定程度上解决了北京广大青年的求学需求。这也为北京联合大学的建立和发展奠定了基础。

### 北京联合大学（1985年-）

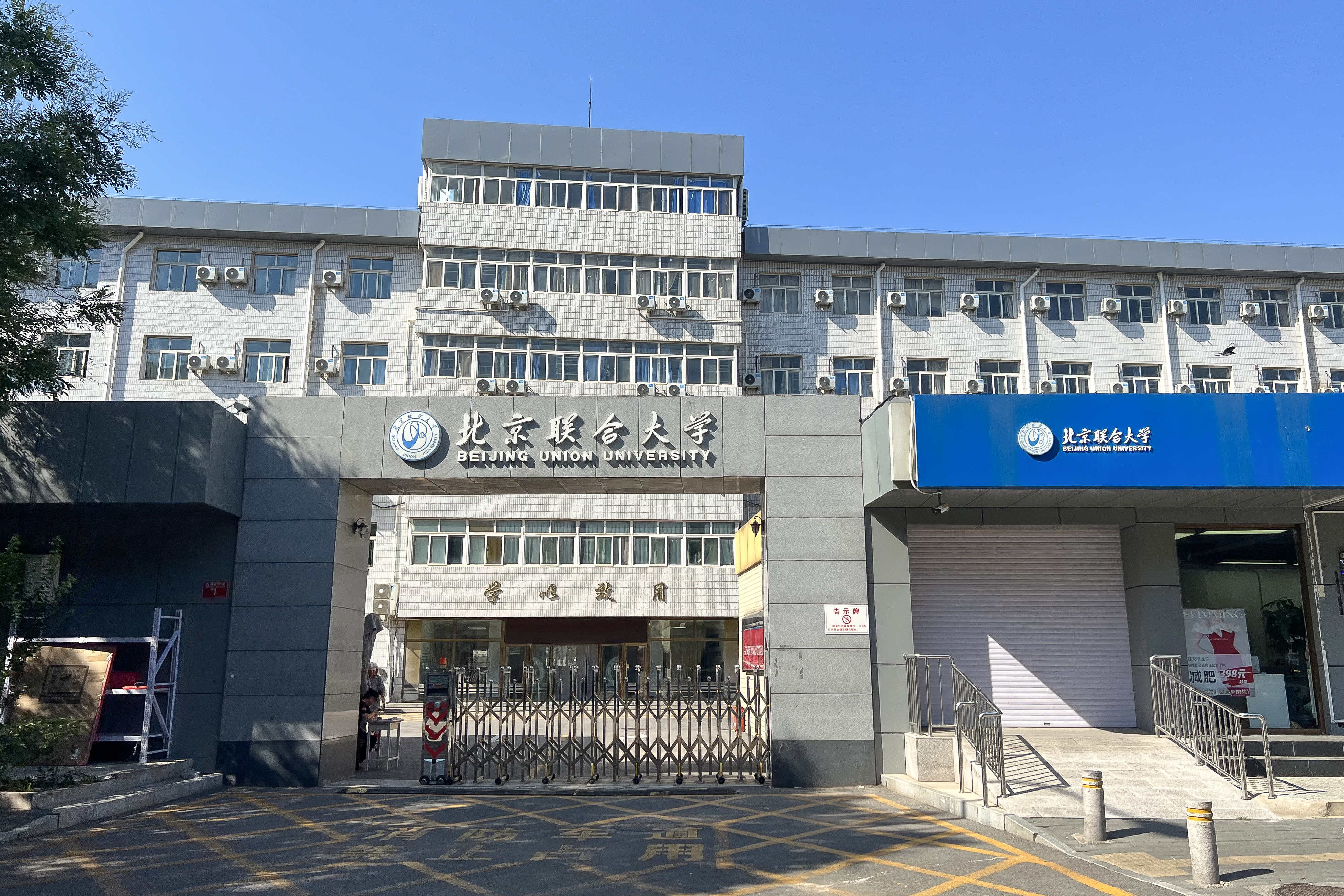
北京联合大学北苑校区（原北京市医药器械学校）

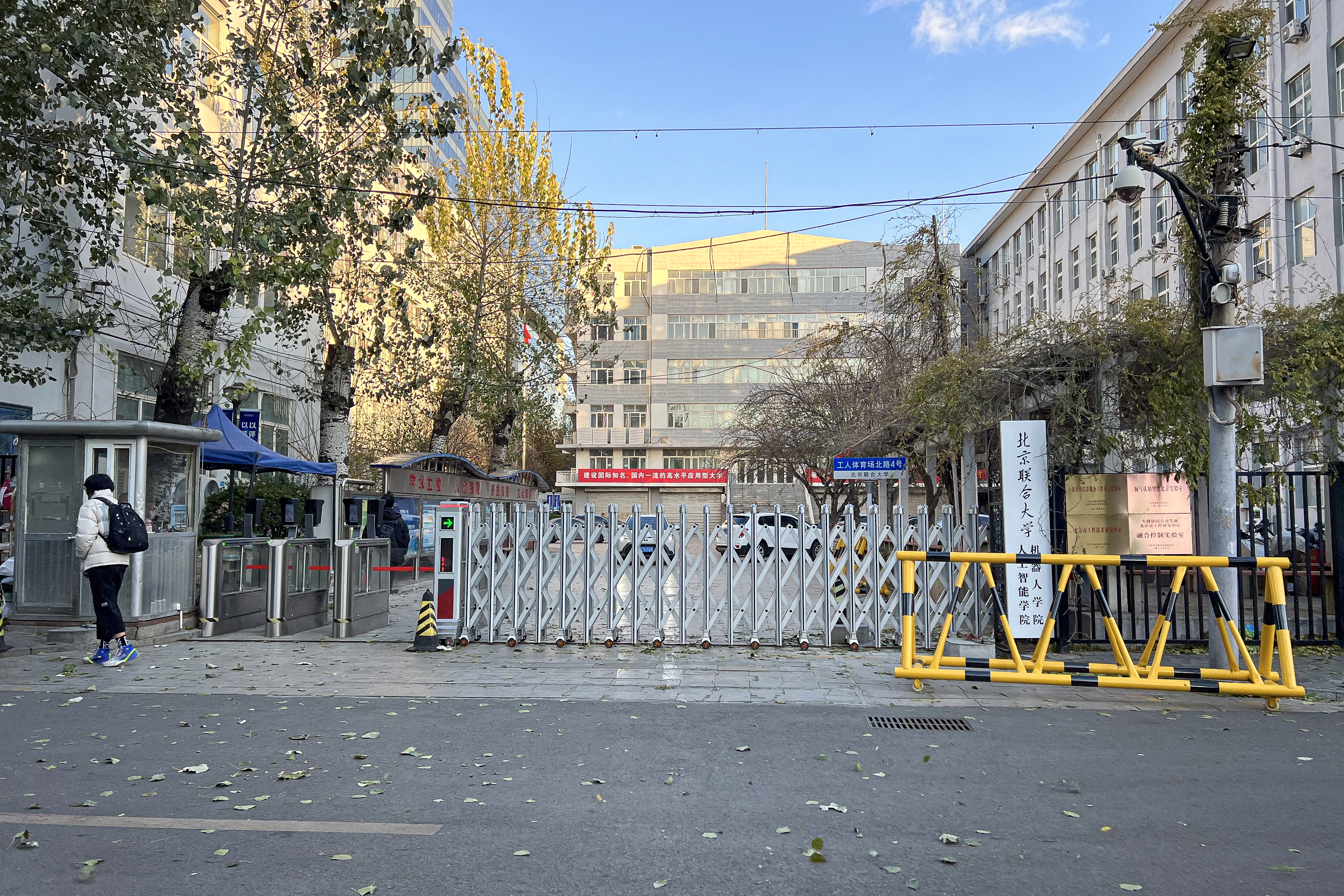
北京联合大学工体北路校区（机器人学院/人工智能学院）

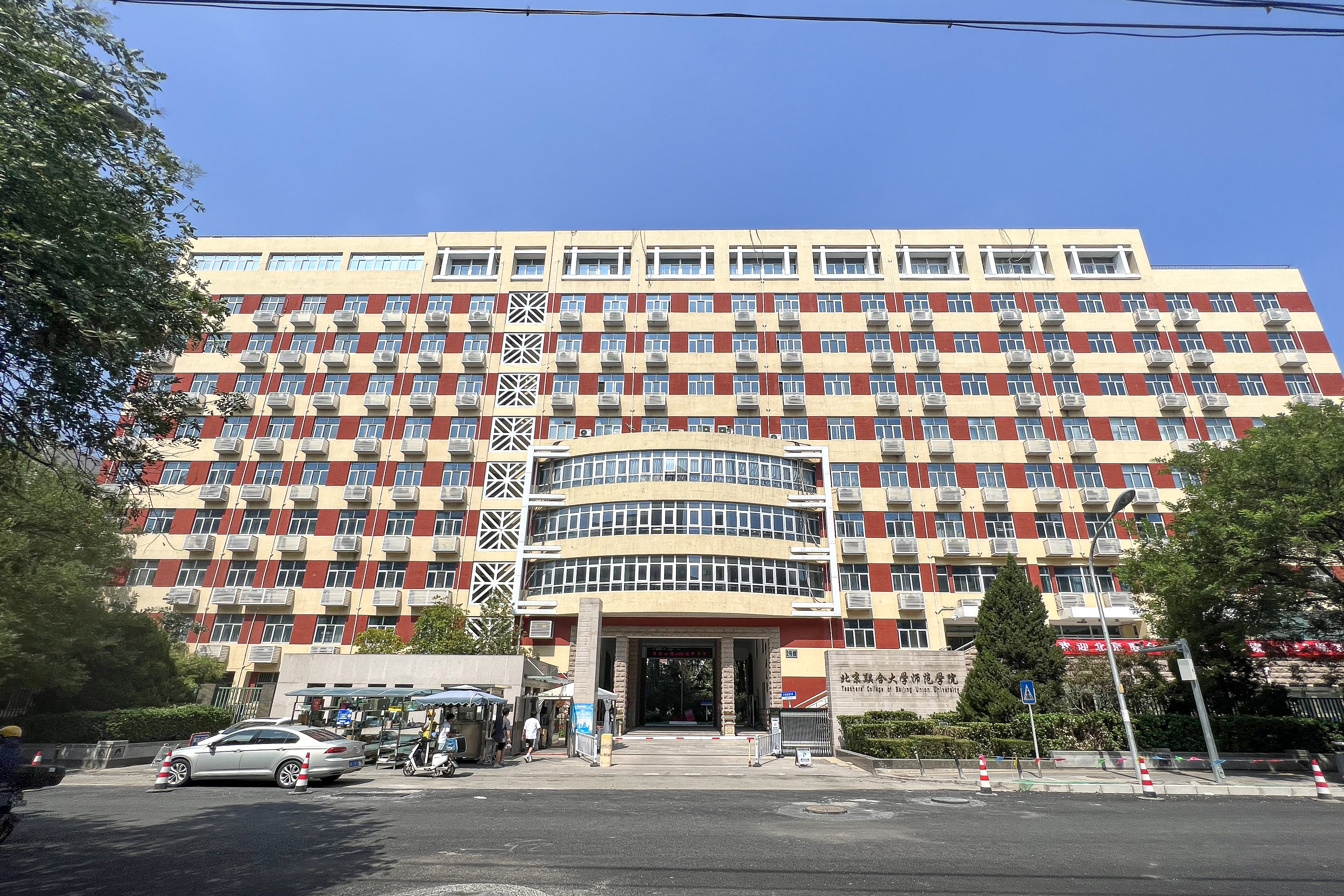
北京联合大学师范学院

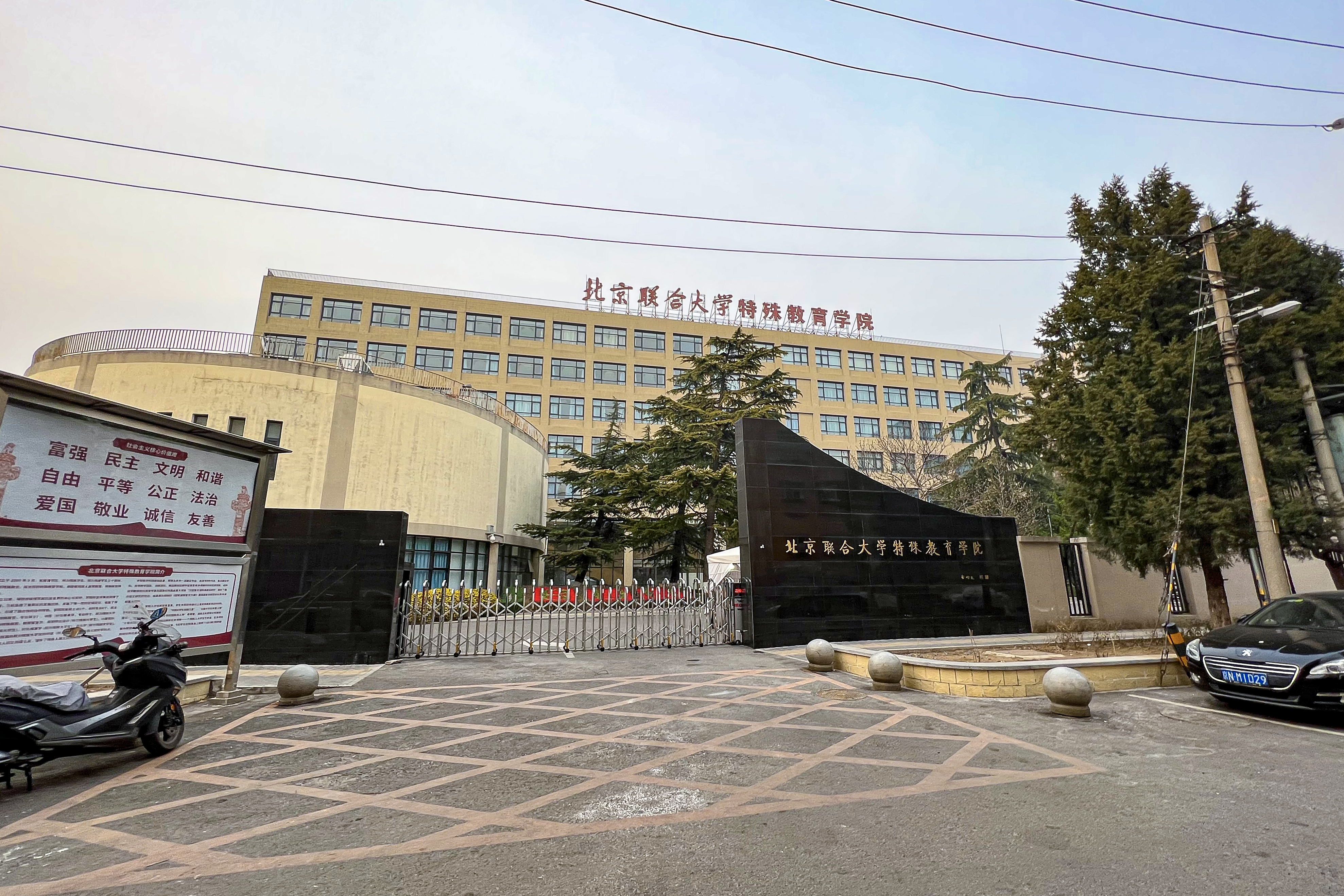
位于蒲黄榆的北京联合大学特殊教育学院

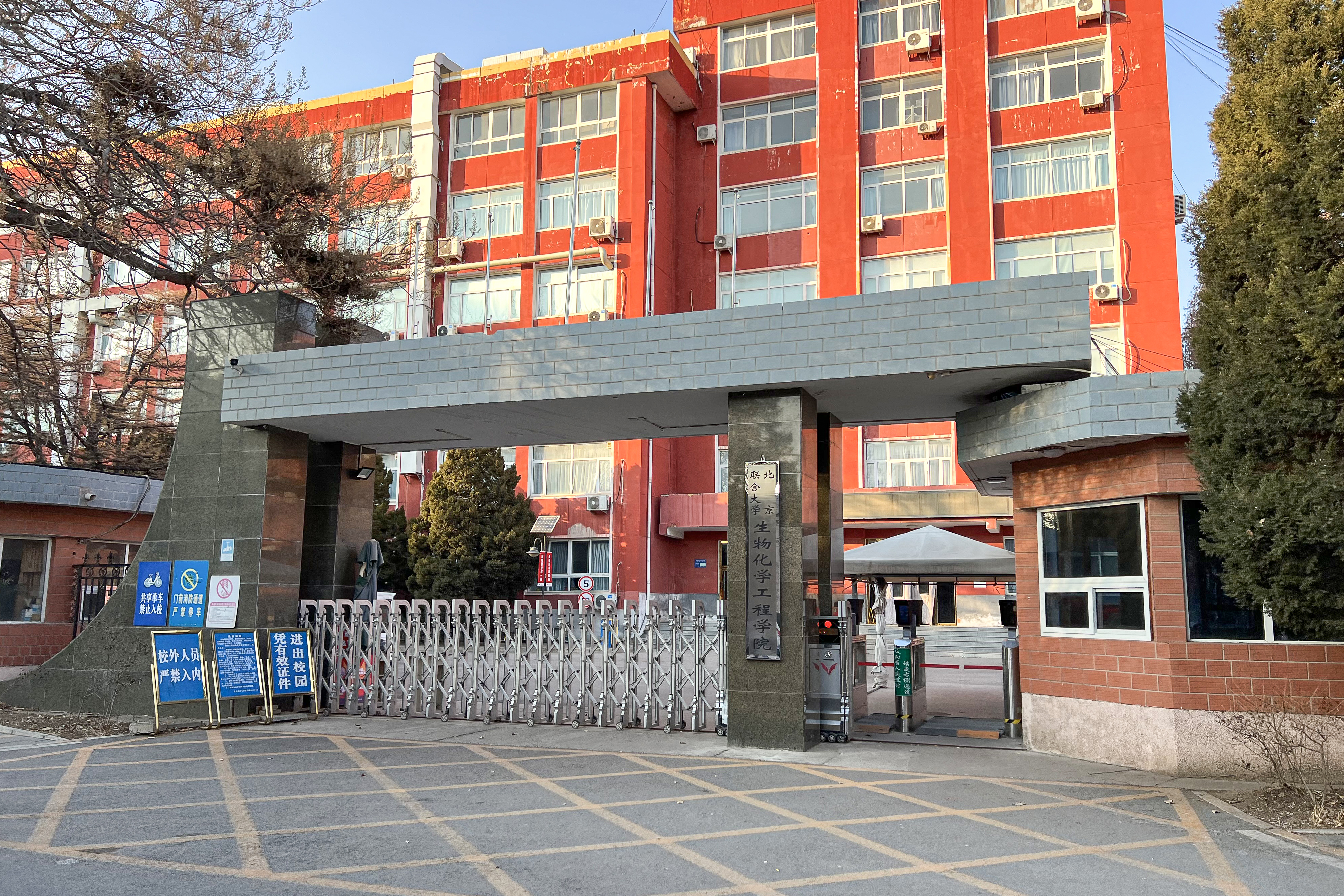
位于垡头的北京联合大学生物化学工程学院

1985年3月，北京市人民政府“京政发（1985）38号”，决定建立北京联合大学，校部办公地点在中山公园西门北侧角落里原是公园工作人员的宿舍及堆放杂物的小院的十来间平房。下设十二所学院：
- 文理学院（原北京大学分校）：1994年3月，与文法学院的档案、法律、政治等系合并更名为应用文理学院。
- 经济管理学院 （原中国人民大学一分校）：1990年8月并入北京工业大学
- 文法学院（原中国人民大学二分校）：1994年3月改名为北京联合大学继续教育学院（北京高校干部培训中心）
- 职业技术师范学院（原北京师范大学分校）：2003年2月更名为北京联合大学师范学院。
- 外国语师范学院（原北京外国语学院分院）：1993年3月并入首都师范大学
- 旅游学院（原北京第二外国语学院分院）
- 自动化工程学院 （原清华大学一、二分校合并）
- 电子工程学院（原北京邮电学院分院）
- 机械工程学院 （原北京工业大学一分校）：2000年12月并入北京联合大学校部。
- 轻工工程学院 （原北京航空学院分院，1982年12月由北京航空学院一、二分院合并）：1986年9月，更名为北京联合大学建材轻工学院
- 纺织工程学院（原北京工业学院分院）：1997年12月，更名为北京联合大学商务学院
- 中医药学院 （原北京中医学院分院）：2001年2月并入首都医科大学。

1985年5月，又有三所学院并入，形成了建校初期的十五所分院：
- 化学工程学院（原北京化工学院分院）：2002年7月更名为北京联合大学生物化学工程学院。
- 电气化铁道学院（原北方交通大学分校）：1989年12月撤销
- 航天工程学院（原北京航空学院第三分院）：1990年6月划出

1986年2月24日，校部从中山公园迁至海淀区花园北路花园春旅馆一栋三层简易小楼的二、三层。1990年，校部寄生于丰盛胡同的文法学院内办公。
1993年6月，市高教局同意海淀走读大学国际语言文化学院更名为北京联合大学国际语言文化学院。
1994年3月18日，自动化工程学院与电子工程学院合并为电子自动化工程学院。
1995年12月，电子自动化工程学院并入北京联合大学校部。
1996年1月，校部迁入北四环东路97号小营新校区。
1997年12月，建材轻工学院并入校部，与电子自动化工程学院合并为信息学院和应用技术学院。
2000年1月建立北京联合大学特殊教育学院。
2000年2月成立北京联合大学广告学院。
2001年1月原北京化工局职工大学更名为北京联合大学成人教育部，2003年11月并入北京联合大学继续教育学院。
2001年6月成立北京联合大学东方大学城信息技术学院（后更名为东方信息技术学院）。
2002年4月，信息学院、应用技术学院、机械工程学院调整为4所学院：信息学院、机电学院、自动化学院和管理学院。
2003年12月成立北京联合大学网通软件职业技术学院。
2004年5月成立北京联合大学平谷学院。
2005年3月9日成立北京联合大学国际交流学院。
2008年4月，北京联合大学国际语言文化学院、网通软件职业技术学院合并成立北京联合大学应用科技学院。
2008年10月北京化工学校和北京市医药器械学校并入北京联合大学。
2009年7月北京联合大学东方信息技术学院撤销。
2016年5月17日，北京联合大学艺术学院成立；同月19日，北京联合大学机器人学院成立，2024年5月加挂人工智能学院牌子，其所在的工体北路校区位于原北京第六机床厂院内。